# Dungeon Keeper

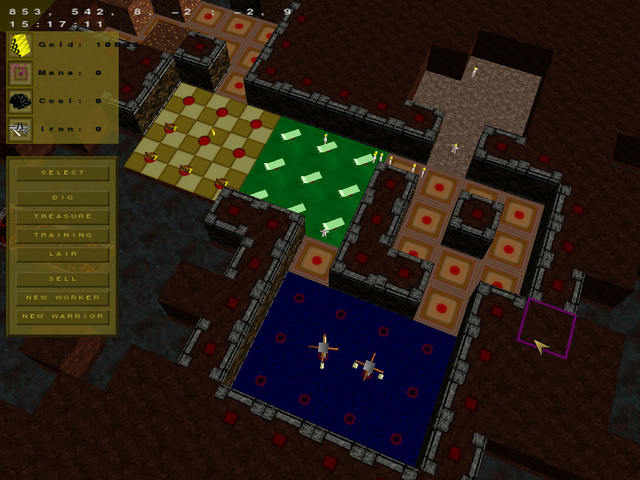
Zrzut ekranu z gry Dungeon Digger, będącej klonem Dungeon Keepera

Dungeon Keeper – komputerowa strategiczna gra czasu rzeczywistego stworzona przez Bullfrog Productions i wydana przez Electronic Arts 26 czerwca 1997 roku. Główną cechą gry jest odwrócenie typowych schematów – gracz wciela się w „złego” strażnika lochów, który jest atakowany przez „dobrych” najeźdźców. By bronić się przed nimi, trzeba przywoływać i szkolić nowe stwory. Dwa lata później wydano kontynuację, Dungeon Keeper 2, opartą na nowym silniku 3D.